# Niutao
Niutao je jeden z posledních objevených ostrovů, které jsou součástí souostroví Tuvalu v Tichém oceánu.

## Další informace
V roce 1979 zde žilo 866 obyvatel. O 23 let později, podle sčítání z roku 2002 se počet snížil na 633 obyvatel. Ostrov má tvar oválu a měří na délku asi 1 km. Plocha je 2,3 km2
Jedinou vesnicí na Niutao je Tuapa. Na ostrově se nenachází letiště ani železnice.

## Poštovní známky
Protože příjem z prodeje poštovních známek byl nezanedbatelnou součástí příjmů Tuvalu, začal tento stát od roku 1984 vydávat nejen známky společné, ale také pro každý ze svých atolů. Zdejší známky měly označení NIUTAO - TUVALU.